# بسکره
بسکره (به عربی: بسکرة) شهری در استان بسکره واقع در کشور الجزایر است که در سال ۱۹۹۸ میلادی ۱۷۰٫۹۵۶ نفر جمعیت داشته و جمعیت آن در سال ۲۰۰۵ میلادی به ۲۰۷٫۹۸۷ نفر رسیده‌است.